# Miles Magister
Die Miles M.14 Magister war ein zweisitziges britisches Schulflugzeug. Es wurde von der Firma Miles Aircraft für die Royal Air Force und  Fleet Air Arm gebaut. Das kurz auch einfach Maggie genannte Flugzeug entstand auf Basis der Hawk Major und der Schulflugzeugversion der Miles M.2 Hawk und war der erste Eindecker, der speziell als Schulflugzeug gebaut wurde. Als Tiefdecker war sie ideal für die Vorbereitung neuer Piloten auf Einsätze mit der  Spitfire und der Hurricane.

## Entwicklung
Die Magister wurde aufgrund der Spezifikation T.40/36P des Air Ministry gebaut. Der Erstflug fand im März 1937 statt, und die Serienproduktion begann im Oktober des gleichen Jahres. Zu Beginn des Zweiten Weltkriegs waren bereits über 700 Exemplare bei 16 Flugschulen der RAF für die Grundschulung sowie bei der Central Flying School im Einsatz. Zusätzlich wurde eine große Anzahl von Hawk Major in den Schulungseinsatz transferiert.
Insgesamt 1293 Magister wurden bis 1941 hergestellt. Nach dem Krieg wurden zahlreiche Magister unter der Bezeichnung Hawk Trainer III für zivile Zwecke umgerüstet.
Die Übersetzung der lateinischen Wörter Miles Magister lautet Soldaten-Lehrer.

## Technische Daten
| Kenngröße             | Daten                                                       |
| --------------------- | ----------------------------------------------------------- |
| Besatzung             | 2 (Fluglehrer und Schüler)                                  |
| Länge                 | 7,51 m                                                      |
| Spannweite            | 10,31 m                                                     |
| Höhe                  | 2,77 m                                                      |
| Flügelfläche          | 16,3 m²                                                     |
| Flächenbelastung      | 51,8 kg/m²                                                  |
| Leermasse             | 570 kg                                                      |
| max. Startmasse       | 845 kg                                                      |
| Höchstgeschwindigkeit | 212 km/h in 305 m Höhe                                      |
| Steiggeschwindigkeit  | 260 m/min                                                   |
| Dienstgipfelhöhe      | 5.500 m                                                     |
| Reichweite            | 610 km                                                      |
| Triebwerke            | 1 × Reihenmotor de Havilland Gipsy Major mit 97 kW (132 PS) |
| Kraft/Masse           | 0,11 kW/kg                                                  |

## Betreiber
- Ägypten
- Irland
- Neuseeland
- Südafrika
- Türkei
- Großbritannien

## Vergleichbare Flugzeuge
- Fairchild PT-19
- Jakowlew UT-2
- De Havilland DH.94 Moth Minor